# Christoffel I van IJsselstein

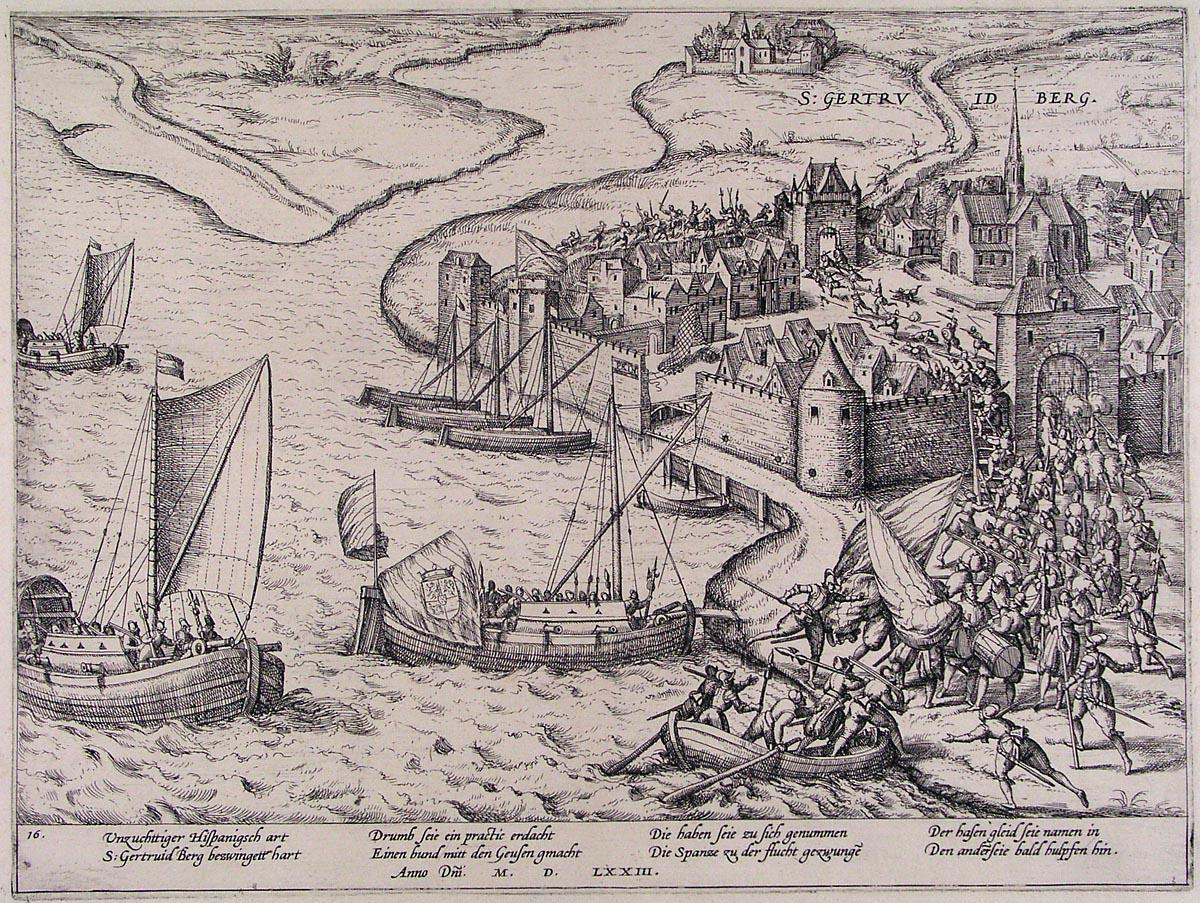
Inname van Geertruidenberg door de Geuzen

Christoffel I van IJsselstein ook Stoeffel van IJsselstein (1546-1593) was een zoon van Willem van Egmond (van IJsselstein) en Margaretha van Wijngaarden. Christoffel woonde in Kranenburg. Hij stierf in Frankrijk, in juli 1593, in dienst van koning Hendrik IV van Frankrijk.

## Levensloop
In 1566 was hij een van de ondertekenaars van het smeekschrift der edelen en legeraanvoerder van Jan van Nassau. Vanaf 1572 tot zijn dood toe stond hij op goede voet met Willem van Oranje. Koningin Elizabeth I van Engeland verbood hem de toegang tot Engeland. Hij was gouverneur van Heusden, Venlo en Geertruidenberg.
Hij begaf zich als kolonel over zes vaandels naar Amsterdam om die stad te bevrijden van de Spanjaarden. Het stadsbestuur van Amsterdam liep niet voorop bij de opstand tegen Spanje maar sloot zich uiteindelijk in 1578 aan (Alteratie). In 1581 liet hij zich door die van Overijssel bewegen om Goor, dat in Spaanse handen was, aan te vallen. Deze onderneming liep echter ongelukkig af. De aanvallers moesten zich overgeven.

## Huwelijk en kinderen
Christoffel trouwde in 1576 met Magdalena van Alendorp (Van Altendorp van der Leck), dochter van Hendrik van Alendorp (Drost van Bedbur) en Walburga, gravin van Nieuwenaar en regentes van 1578-1600 over het vorstendom Meurs. Na het overlijden in mei 1600 van gravin Walburga van Nieuwenaar erfde prins Maurits van Oranje-Nassau de stad Meurs als beloning omdat hij de Spaanse bezetters uit de stad verdreven had tijdens het beleg in 1597.

Christoffel en Magdalena hadden de volgende kinderen:

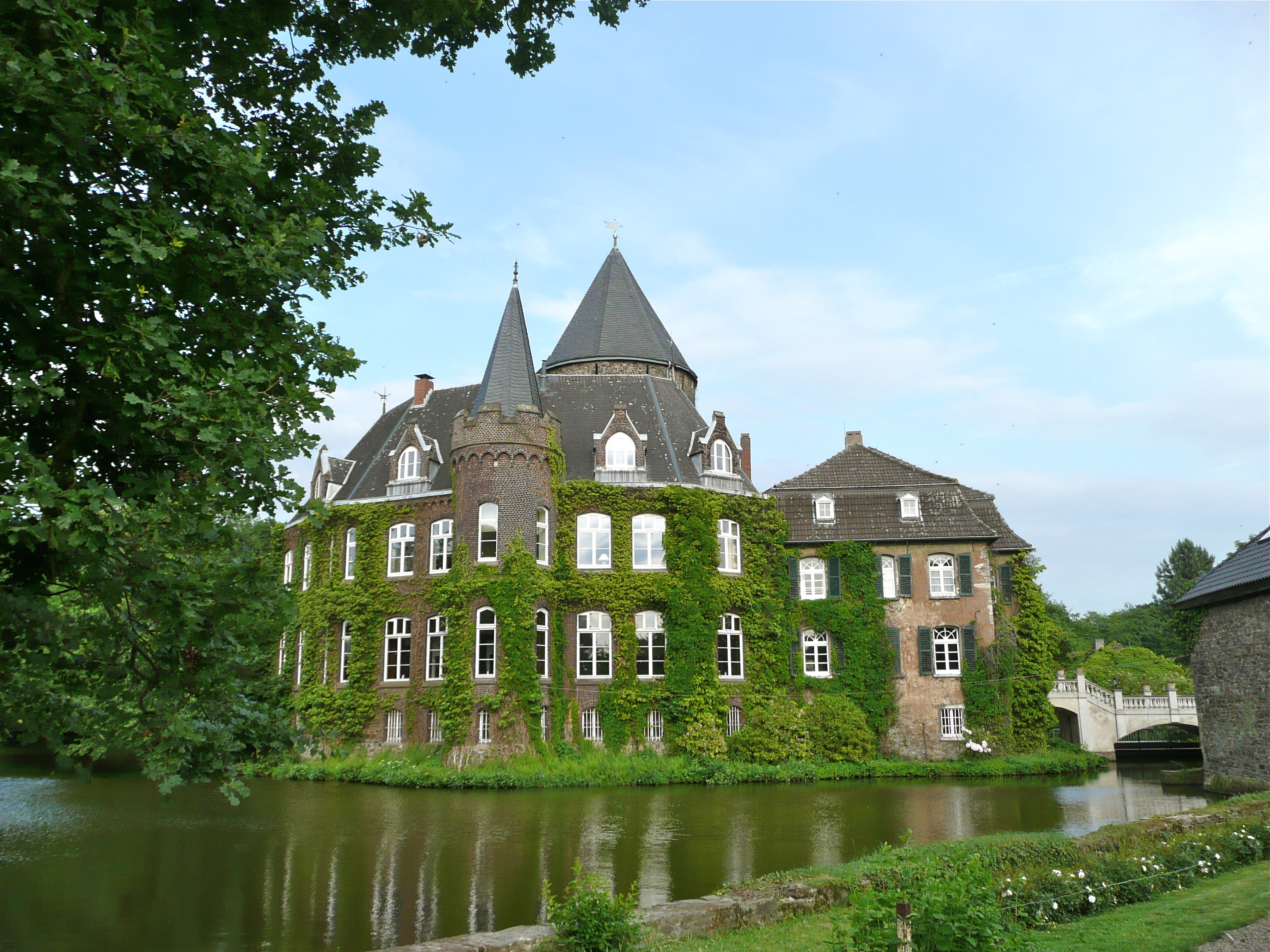
Slot Linnep

- Maurits van IJsselstein (1585-1652) Slot Linnep Maurits woonde met zijn gezin op Slot Linnep in Ratingen in Noordrijn-Westfalen. Hij trouwde met Jaspara von Dungeln en had de volgende kinderen:

1. Vincentius Scotus van IJsselstein zu Linnep (overleden mei 1705), overste in dienst van de keurvorst van Brandenburg.
2. Willem Christoffel van IJsselstein zu Linnep (overleden vóór 1665)
3. Maurits Lodewijk van IJsselstein zu Linnep
4. Lodewijk van IJsselstein zu Linnep
5. Ida Elisabeth van IJsselstein zu Linnep (overleden 1712)
6. Magdalena Walburga van IJsselstein zu Linnep, huwde 18 januari 1690, te Rheda, Theodorus Christianus Schaef
7. Josina Maria van IJsselstein zu Linnep
8. Catharina van IJsselstein zu Linnep
- Walburga van IJsselstein (geboren 1588, overleden vóór 1660), trouwde in 1611 met Johan Frederik van Loë (overleden Bochum, 12 april 1656)[1][2].
- Vincent van IJsselstein (overleden Orsoy, 1 januari 1656), overste, ritmeester en gouverneur van Orsoy.
- Philip Ernst van IJsselstein, in dienst van de keurvorst van Brandenburg.
- Reinier van IJsselstein